# Elecciones al Parlamento Europeo de 2004 (Bélgica)
En las elecciones al Parlamento Europeo de 2004 en Bélgica, celebradas en junio, se escogió a los representantes de dicho país para la sexta legislatura del Parlamento Europeo. El número de escaños asignado a Bélgica pasó de 25 a 24.

## Resultados
| Datos de participación | Datos de participación | Datos de participación |
| ---------------------- | ---------------------- | ---------------------- |
| Censo electoral        | 7.552.240              | 100%                   |
| Votantes               | 6.857.986              | 90,8                   |
| Abstención             | 694.254                | 9,2                    |
| A candidatura          | 6.489.991              |                        |

| ← Elecciones al Parlamento Europeo de 2004 →                              |           |       |         |
| Partido                                                                   | Votos     | %     | Escaños |
| Partido Demócrata-Cristiano Flamenco / Nueva Alianza Flamenca (CD&V/N-VA) | 1.131.119 | 17,43 | 4       |
| Interés Flamenco (Vlaams Belang)                                          | 930.731   | 14,34 | 3       |
| Liberales y Demócratas Flamencos (VLD)                                    | 880.279   | 13,56 | 3       |
| Partido Socialista (PS)                                                   | 878.577   | 13,54 | 4       |
| Partido Socialista-Diferente + Spirit (sp.a)                              | 716.317   | 11,04 | 3       |
| Movimiento Reformador (MR)                                                | 671.422   | 10,35 | 3       |
| Centro Democrático Humanista (CDH)                                        | 368.753   | 5,68  | 1       |
| Verde! (Groen!)                                                           | 320.874   | 4,94  | 1       |
| Ecolo                                                                     | 239.687   | 3,69  | 1       |
| Frente Nacional (FN)                                                      | 181.351   | 2,79  | 0       |
| Frente Nuevo de Bélgica (FNB)                                             | 26.775    | 0,41  | 0       |
| Partido del Trabajo de Bélgica (Flandes) (PVDA)                           | 24.807    | 0,38  | 0       |
| Rassemblement Wallonie-France (RWF)                                       | 23.090    | 0,36  | 0       |
| Francófonos Cristiano-Demócratas (CDF)                                    | 19.718    | 0,30  | 0       |
| Partido del Trabajo de Bélgica (Valonia) (PTB)                            | 19.645    | 0,30  | 0       |
| Partido Cristiano-Social (CSP-EVP)                                        | 15.722    | 0,24  | 1       |
| Partido Socialista de Izquierda (LSP)                                     | 14.166    | 0,22  | 0       |
| Movimiento Reformista - Partei für Freiheit und Forschritt (MR (PFF))     | 8.434     | 0,13  | 0       |
| Movimiento por una Alternativa Socialista (MAS)                           | 5.675     | 0,09  | 0       |
| Partido Socialista (alemán) (SP)                                          | 5.527     | 0,09  | 0       |
| Ecolo (alemán) (Ecolo)                                                    | 3.880     | 0,06  | 0       |
| Partido de los Belgas de habla alemana (PJU-PDB)                          | 3.442     | 0,05  | 0       |